# サーマガーマ経
『サーマガーマ経』（サーマガーマきょう、巴: Sāmagāma-sutta, サーマガーマ・スッタ）とは、パーリ仏典経蔵中部に収録されている第104経。『舎弥村経』（しゃみそんきょう）とも。
類似の伝統漢訳経典としては、『中阿含経』（大正蔵26）の第196経「周那経」がある。
釈迦が、比丘たちに、僧伽の和合について説く。

## 構成

### 登場人物
- 釈迦
- チュンダ --- サーリプッタ（舎利弗）の弟である出家僧。

### 場面設定
ある時、釈迦は釈迦族の国にあるサーマガーマ（サーマ村）に滞在していた。
ちょうどその頃、ジャイナ教開祖であるニガンタ・ナータプッタが死に、その教団は分裂して争い、パーヴァー村では死者を出すほどだった。
その事件が起きた村で雨安居していたチュンダは、そのことを釈迦に報告しに来る。
釈迦は仏教教団（僧伽）にはそのような争いが無いこと、そして争いの六因と四果、争いを滅するための七法と、争いを治めるための六法を説く。
比丘たちは歓喜する。

## 日本語訳
- 『南伝大蔵経・経蔵・中部経典3』（第11巻上） 大蔵出版
- 『パーリ仏典 中部（マッジマニカーヤ）後分五十経篇I』 片山一良訳 大蔵出版
- 『原始仏典 中部経典3』（第6巻） 中村元監修 春秋社